# Bistum Novaliches
Das Bistum Novaliches (lat.: Dioecesis Novalichesinsis) ist eine auf den Philippinen gelegene römisch-katholische Diözese mit Sitz in Novaliches. Es umfasst Teile von Quezon City.

## Geschichte
Papst Johannes Paul II. gründete es am 7. Dezember 2002 mit der Apostolischen Konstitution Animarum utilitati  aus Gebietsabtretungen des Erzbistums Manila, dem es auch als Suffragandiözese unterstellt wurde.

## Bischöfe von Novaliches
- Teodoro C. Bacani (7. Dezember 2002–25. November 2003)
- Antonio Realubin Tobias (25. November 2003–6. Juni 2019)
- Roberto Gaa (seit 6. Juni 2019)

## Statistik
| Jahr | Bevölkerung | Bevölkerung | Bevölkerung | Priester     | Priester         | Priester       | Priester               | Ständige Diakone | Ordensleute  | Ordensleute      | Pfarreien |
| Jahr | Katholiken  | Einwohner   | %           | Gesamtanzahl | Diözesanpriester | Ordenspriester | Katholiken je Priester | Ständige Diakone | Ordensbrüder | Ordensschwestern | Pfarreien |
| ---- | ----------- | ----------- | ----------- | ------------ | ---------------- | -------------- | ---------------------- | ---------------- | ------------ | ---------------- | --------- |
| 2002 | 1.492.984   | 1.658.872   | 90,0        | 121          | 39               | 82             | 12.338                 |                  | 82           | 45               | 50        |
| 2003 | 1.492.984   | 1.658.872   | 90,0        | 91           | 33               | 58             | 16.406                 | 1                | 251          | 117              | 51        |
| 2013 | 1.715.944   | 2.144.929   | 80,0        | 141          | 39               | 102            | 12.169                 |                  | 526          | 275              | 64        |
| 2016 | 1.900.043   | 2.435.952   | 78,0        | 183          | 40               | 143            | 10.382                 |                  | 582          | 197              | 67        |